# Gartenbrunn
Gartenbrunn ist eine ehemalige Gemeinde in Niederösterreich.
Von 1. Jänner 1972 bis 31. Dezember 1994 waren Gaubitsch und Unterstinkenbrunn zur Gemeinde Gartenbrunn vereinigt. Mit 1. Jänner 1995 wurde die Zusammenlegung rückgängig gemacht.